# Oksu-dong
Oksu-dong (koreanska: 옥수동) är en stadsdel i stadsdistriktet Seongdong-gu i Sydkoreas huvudstad Seoul.